# ナイジェリア陸軍
ナイジェリア陸軍(英語:Nigerian Army) は、ナイジェリアの陸軍である。

## 部隊編成
- 第一機械化師団 — カドゥナ[1]
  - 第1機械化旅団
  - 第3自動車化旅団
  - 第31野戦砲兵旅団
  - 第214偵察大隊[2]
- 第2機械化師団 — イバダン[1]
  - 第4機械化旅団
  - 第9自動車化旅団
  - 第32野戦砲兵旅団
  - 第42工兵旅団
  - 第244偵察大隊[2]
- 第3機甲師団 — ジョス[1]
  - 第21機甲旅団
  - 第23機甲旅団
  - 第33野戦砲兵旅団
  - 工兵旅団
  - 第243偵察大隊[2]
- 第6水陸両用師団 — ポートハーコート[3]
  - 第2旅団
  - 第16旅団
  - 第63旅団
  - 第42工兵旅団
  - 偵察大隊[2]
- 第7歩兵師団 — マイドゥグリ[1]
  - 第21旅団
  - 第22旅団
  - 第23旅団
  - 工兵旅団
  - 第241偵察大隊[2]
- 第8機動師団 — ソコト[4]
  - 旅団
  - 旅団
  - 旅団
  - 工兵旅団
  - 偵察大隊[2]
- 第81師団 — ラゴス[1]
  - 第19機械化旅団
  - 第165機械化旅団
  - 第242偵察大隊[2]
- 第82混成師団 — エヌグ[1]
  - 第2水陸両用旅団
  - 第13自動車化旅団
  - 第34野戦砲兵旅団
  - 第7水陸両用大隊
  - 第93水陸両用大隊
  - 第103水陸両用大隊
  - 第146水陸両用大隊
  - 第245偵察大隊[2][5]
- 近衛旅団 — アブジャ
  - 第3旅団
  - 第7旅団
  - 第23大隊

## 装備品
「ナイジェリア陸軍の装備品一覧」